# Johan Frostegård

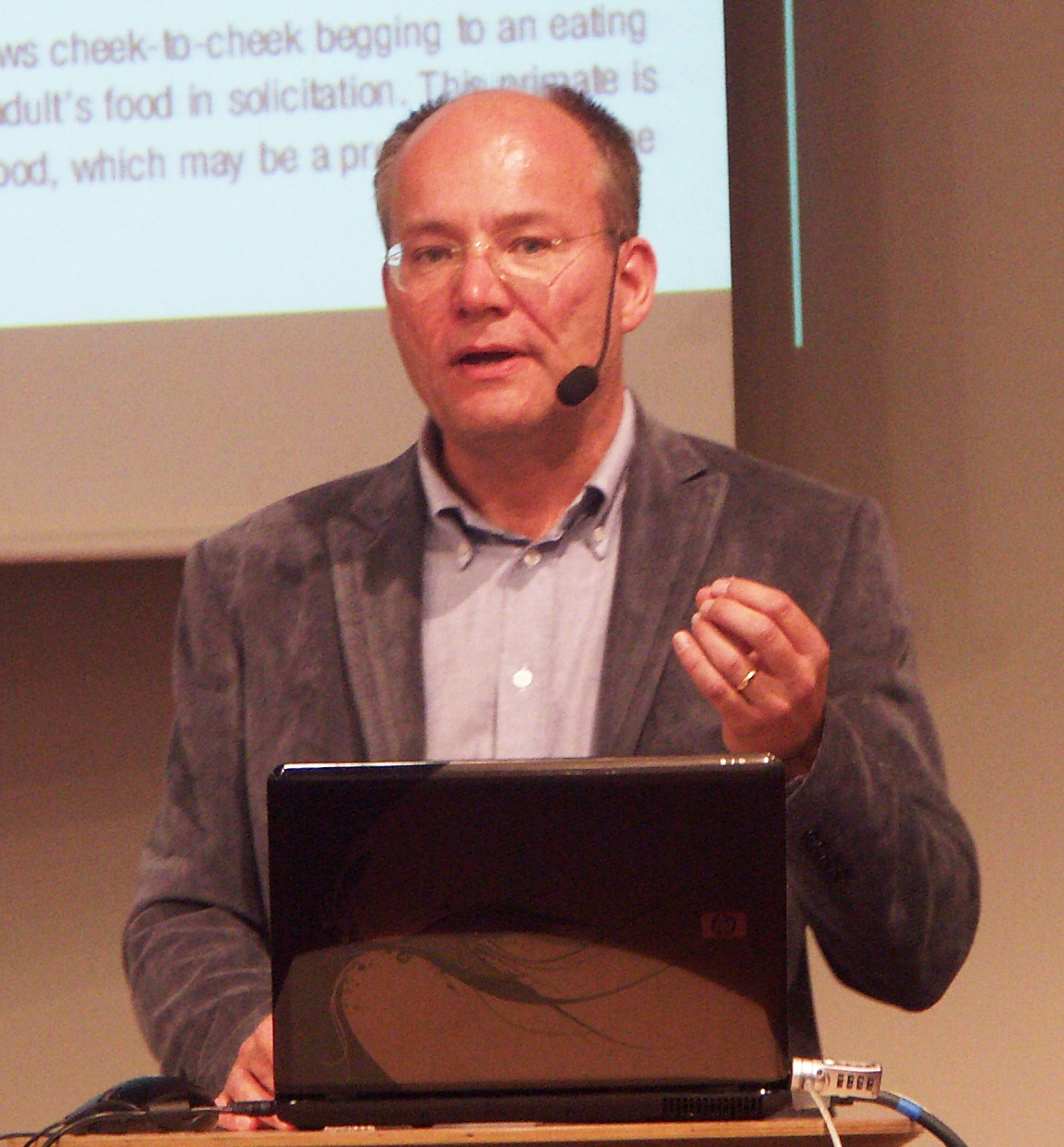
Johan Frostegård 2009

Erik Johan Frostegård, född 2 oktober 1959, är en svensk läkare, medicinsk forskare, uppfinnare och författare. Han disputerade 1992 vid Karolinska Institutet där han senare blivit professor i medicin och överläkare vid Karolinska universitetssjukhuset. Han är specialist i internmedicin och i reumatologi.
Frostegård har studerat immunsystemets betydelse för ateroskleros (åderförkalkning) och hjärtkärlsjukdom. Han har även ett forskningsintresse för reumatiska sjukdomar och andra kroniskt inflammatoriska sjukdomar. Frostegård leder ett europeiskt forskningskonsortium, CVDIMMUNE, vars syfte är att utveckla behandling och möjligen ett vaccin mot åderförkalkning. Hans forskargrupp har identifierat antikroppar (kallade anti-PC), som i låga nivåer i kroppen har samband med ökad risk för hjärtkärlsjukdomar.
I ett annat projekt har Frostegård studerat Annexin A5, ett plasmaprotein, som tros kunna skydda mot hjärtkärlsjukdom. Forskargruppen har visat att både anti-PC och Annexin A5 har anti-inflammatoriska egenskaper som kan hämma komplikationer till åderförkalkning och inflammation i kärl.
Frostegård är aktiv som uppfinnare med ett flertal patent och patentansökningar.
Frostegård har också skrivit fem romaner, tre lyriksamlingar och flera populärvetenskapliga böcker.